# Mirlenis Aguilera
Mirlenis Aguilera Hernández es una deportista cubana que compitió en piragüismo en la modalidad de aguas tranquilas. Ganó cinco medallas en los Juegos Panamericanos entre los años 1991 y 1999.

## Palmarés internacional
| Juegos Panamericanos | Juegos Panamericanos      | Juegos Panamericanos | Juegos Panamericanos |
| Año                  | Lugar                     | Medalla              | Competición          |
| -------------------- | ------------------------- | -------------------- | -------------------- |
| 1991                 | La Habana (Cuba)          | Medalla de oro       | K4 500 m             |
| 1991                 | La Habana (Cuba)          | Medalla de plata     | K2 500 m             |
| 1995                 | Mar del Plata (Argentina) | Medalla de bronce    | K4 500 m             |
| 1999                 | Winnipeg (Canadá)         | Medalla de plata     | K4 500 m             |
| 1999                 | Winnipeg (Canadá)         | Medalla de bronce    | K2 500 m             |